# Gary Ruvkun
Gary Bruce Ruvkun (sinh ngày 26 tháng 3 năm 1952) là một nhà sinh học phân tử người Mỹ tại Bệnh viện Đa khoa Massachusetts, giáo sư di truyền học tại Trường Y Harvard.
Ruvkun xác định lin-4, microRNA (miRNA) đầu tiên được Victor Ambros phát hiện, điều hòa dịch mã RNA thông tin thông qua sự ghép cặp base không hoàn hảo và phát hiện let-7, một miRNA được bảo tồn trong quá trình phát sinh loài động vật, bao gồm ở người. Công trình nghiên cứu của Ruvkun mở ra một thế giới mới về sự điều hòa RNA ở quy mô nhỏ chưa từng có. Ruvkun cũng phát hiện ra nhiều đặc điểm của tín hiệu giống insulin trong việc điều hòa lão hóa và trao đổi chất.
Năm 2024, ông được trao Giải Nobel Sinh lý học hoặc Y học vì phát hiện miRNA và công trình nghiên cứu vai trò của miRNA trong điều hòa biểu hiện gen sau phiên mã.

## Xuất thân và giáo dục
Ruvkun sinh ra trong một gia đình Do Thái. Bố ông là Samuel Ruvkun, mẹ ông là Dora (tên khai sinh Gurevich) Ruvkun.
Ruvkun tốt nghiệp chuyên ngành lý sinh học với bằng Cử nhân Nghệ thuật từ Đại học California tại Berkeley vào năm 1973. Năm 1982, ông tốt nghiệp tiến sĩ chuyên ngành lý sinh học từ Đại học Harvard. Ông tiếp tục nghiên cứu tiến sĩ trong phòng thí nghiệm của Frederick M. Ausubel về các gen cố định đạm của vi khuẩn. Ông hoàn thành nghiên cứu sau tiến sĩ dưới Howard Robert Horvitz ở Viện Công nghệ Massachusetts và Walter Gilbert ở Đại học Harvard.

## Nghiên cứu

### miRNAlin-4
Nghiên cứu của Ruvkun cho thấy miRNA lin-4, một RNA điều hòa gồm 22 nucleotide do Victor Ambros phát hiện vào năm 1992, điều hòa lin-14, RNA thông tin mục tiêu của lin-4, bằng cách hình thành các chuỗi RNA không hoàn chỉnh để giảm dịch mã. Ambros phát hiện rằng lin-4 mã hóa một miRNA rất nhỏ gồm 22 nucleotide. Trình tự của miRNA lin-4 liên kết với các đoạn phình và vòng được bảo tồn ở vùng không được dịch mã đầu 3' của lin-14. Khi các base ở vùng này của lin-14 bị xóa bỏ, lin-14 không còn bị lin-4 ức chế dịch mã. Ngoài ra, khi vùng không được dịch mã đầu 3' của lin-14 được thêm vào một RNA thông tin khác, RNA đó liên kết với lin-4 và bị lin-4 ức chế dịch mã. Ruvkun công bố kết quả nghiên cứu cơ chế lin-4 điều hòa lin-14 vào năm 1993. Trong cùng năm, Victor Ambros công bố lin-4 mã hóa một RNA nhỏ có thể ghép cặp với lin-14. Hai bài báo này hé lộ một thế giới mới về điều hòa RNA ở quy mô nhỏ chưa từng có. Nghiên cứu của Ruvkun và Ambros được công nhận là công trình đầu tiên về miRNA và cơ chế ức chế dịch mã RNA thông tin của miRNA.

### miRNAlet-7
Năm 2000, Ruvkun công bố phát hiện let-7 là miRNA thứ hai trong Caenorhabditis elegans. Giống như lin-4, let-7 điều hòa dịch mã gen mục tiêu là lin-41 thông qua sự ghép cặp không hoàn hảo với vùng không được dịch mã đầu 3' của lin-41. Đây là dấu hiệu cho thấy việc miRNA điều hòa gen thông qua sự ghép cặp vùng không được dịch mã đầu 3' có thể là một đặc điểm phổ biến và có thể có nhiều miRNA khác. Cuối năm 2000, Ruvkun công bố rằng trình tự và sự điều hòa của let-7 được bảo tồn trong toàn bộ quá trình phát sinh loài động vật, bao gồm ở người.

### miRNA và siRNA
Hai lĩnh vực can thiệp RNA và miRNA hội tụ khi siRNA có cùng kích thước 21-22 nucleotide như lin-4 và let-7 được phát hiện trong thực vật vào năm 1999. Giả thuyết là miRNA và siRNA có kích thước giống nhau dùng các cơ chế giống nhau. Phòng thí nghiệm của Mello và Ruvkun hợp tác công bố rằng cả miRNA và siRNA đều dùng protein Dicer và PIWI và các paralog của chúng, các thành phần được phát hiện đầu tiên của can thiệp RNA. Ruvkun công bố xác định nhiều miRNA khác vào năm 2003, xác định miRNA từ tế bào thần kinh động vật có vú vào năm 2004 và phát hiện nhiều cofactor mới cho chức năng của miRNA vào năm 2007.

### Trao đổi chất và tuổi thọ củaCaenorhabditis elegans
Ruvkun phát hiện một con đường truyền tín hiệu giống insulin kiểm soát quá trình trao đổi chất và tuổi thọ của Caenorhabditis elegans. Trước đó, đã có công bố rằng chương trình ức chế phát triển do các gen age-1 và daf-2 điều hòa làm tăng tuổi thọ của Caenorhabditis elegans. Ruvkun xác định hai gen này tạo một thụ thể giống insulin và một phosphatidylinositol kinase hạ lưu liên kết với sản phẩm gen daf-16, một yếu tố phiên mã Forkhead được bảo tồn cao. Các gen tương đồng của những gen này có liên quan đến việc điều hòa lão hóa của con người. Những kết quả này cũng quan trọng đối với bệnh tiểu đường vì các gen trực hệ của động vật có vú của daf-16 cũng được insulin điều hòa. Ruvkun dùng can thiệp RNA toàn bộ hệ gen để xác định các gen điều hòa lão hóa và trao đổi chất, nhiều gen được bảo tồn rộng rãi trong quá trình phát sinh loài động vật và có thể là mục tiêu của thuốc điều trị bệnh tiểu đường.

## Công bố khoa học
Tính đến năm 2018, Ruvkun là tác giả của khoảng 150 bài báo khoa học. Ông đã nhận được nhiều giải thường về những đóng góp đối với y học, lĩnh vực lão hóa và việc phát hiện miRNA. Ông đã được trao Giải Lasker, Giải quốc tế Quỹ Gairdner và Giải Franklin Institute. Năm 2008, Ruvkun được bầu làm viện sĩ Viện Hàn lâm Khoa học Quốc gia Hoa Kỳ.

## Giải thưởng

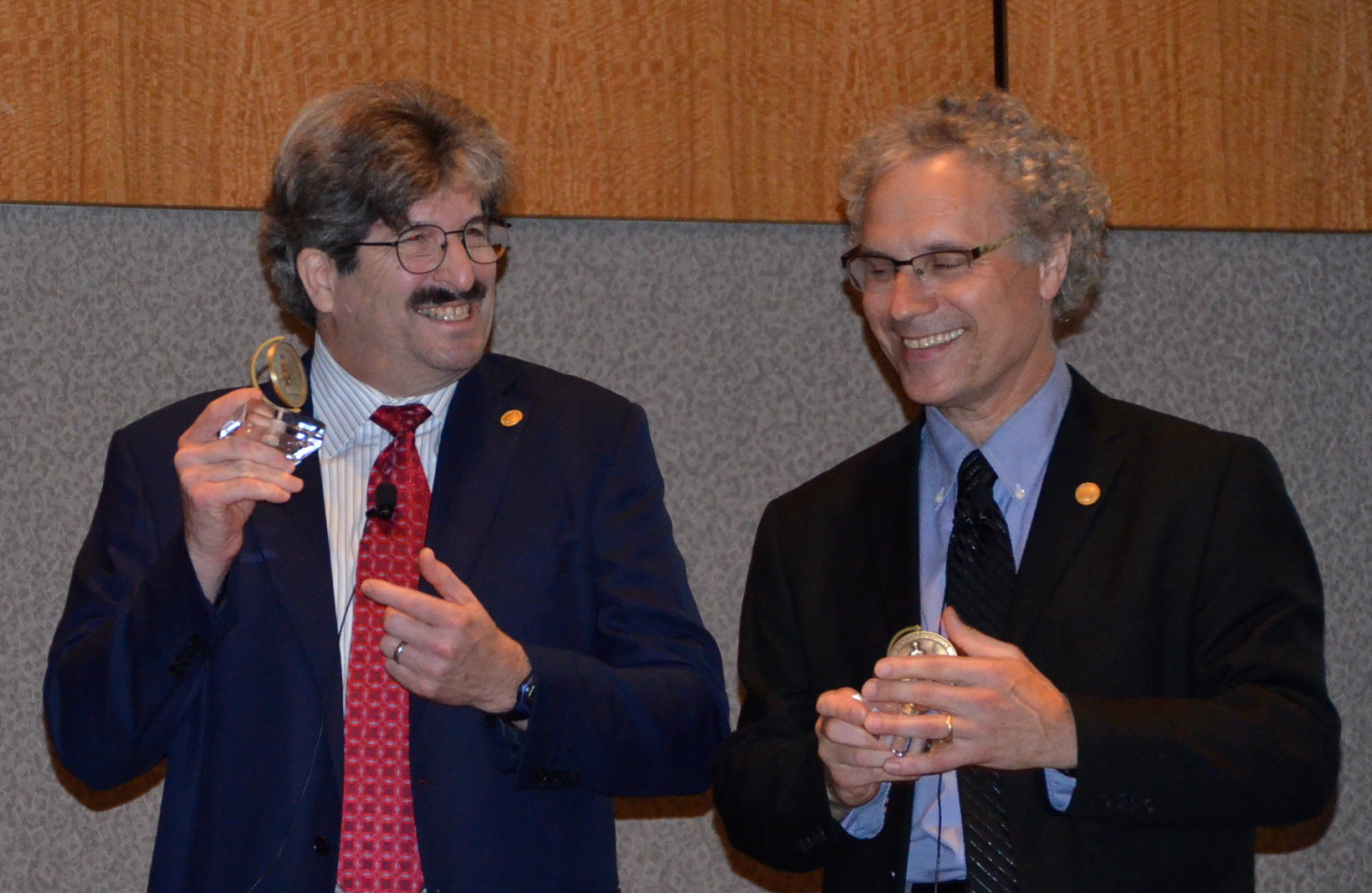
Ruvkun nhận Giải Gruber về Di truyền học cùng với Victor Ambros vào năm 2014.

- Giải Rosenstiel về Công trình nghiên cứu y học xuất sắc của Đại học Brandeis (2004, cùng với Craig Mello, Andrew Fire và Victor Ambros)[34]
- Giải Warren Ba năm, Bệnh viện Đa khoa Massachusetts (2008, cùng với Victor Ambros)[35]
- Giải quốc tế Quỹ Gairdner (2008, cùng với Victor Ambros)[36]
- Giải Franklin Institute (2008, cùng với Victor Ambros và David Baulcombe)[37]
- Giải Lasker về Nghiên cứu y học cơ bản (2008, cùng với Victor Ambros và David Baulcombe)[38]
- Viện sĩ Viện Hàn lâm Khoa học Quốc gia Hoa Kỳ (2008)[39]
- Giải Louisa Gross Horwitz, Đại học Columbia (2009, cùng với Victor Ambros)[40]
- Viện sĩ Viện Hàn lâm Khoa học và Nghệ thuật Hoa Kỳ (2009)[41]
- Giải Massry, Trường Y Keck Đại học Nam California (2009, cùng với Victor Ambros)[42]
- Viện sĩ Viện Hàn lâm Y học Quốc gia Hoa Kỳ (2009)[43]
- Giải Dan David, Đại học Tel Aviv (2011, cùng với Cynthia Kenyon)[43]
- Giải Tiến sĩ Paul Janssen về Nghiên cứu y sinh (2012, cùng với Victor Ambros)[44]
- Giải Wolf về Y học (2014, cùng với Victor Ambros)[45]
- Giải Đột phá Khoa học sinh học (2015, cùng với C. David Allis, Victor Ambros, Alim Louis Benabid, Jennifer Doudna và Emmanuelle Charpentier)[46]
- Giải March of Dimes về Sinh học phát triển (2016, cùng với Victor Ambros)[47]
- Giải Nobel Sinh lý học hoặc Y học (2024, cùng với Victor Ambros)[48]